# كانغ جي يونغ (لاعب كرة قدم)
كانغ جي يونغ (هانغل: 강지용) هو لاعب كرة قدم كوري جنوبي في مركز الدفاع، ولد في 23 نوفمبر 1989 في كوريا الجنوبية. شارك مع منتخب كوريا الجنوبية تحت 23 سنة لكرة القدم. أما مع النوادي، فقد لعب مع بوهانغ ستيلرز ونادي بوسان أي بارك.

## وصلات خارجية
- كانغ جي-جونغ على موقع دوري كوريا الجنوبية (الإنجليزية)
- كانغ جي-جونغ على موقع قاعدة بيانات كرة القدم.إي يو (الإنجليزية)
- كانغ جي-جونغ على موقع Soccerway.com (الإنجليزية)